# Сэкинэ, Акира
Акира Сэкинэ (яп. 関根 明良 Сэкинэ Акира, род. 16 декабря, Токио, Япония) — японская сэйю.

## Биография
Акира Сэкинэ родилась 16 декабря в Токио. Имя, означающее «яркая», Акире дал отец. Захотела стать сэйю ещё в младших классах начальной школы. Удостаивалась похвалы за чтение вслух на японском языке и за подражание голосам персонажей из аниме.
Выпускница отделения сэйю и театра при колледже «Нихон Когакуин». Прошла три курса обучения в школе агентства талантов Apte Pro. Свою первую роль в индустрии аниме получила в сериале Nisekoi (2014), в котором озвучила Раку Итидзё в детстве.
В марте 2017 года Сэкинэ была утверждена на роль Принцессы в аниме-сериале Princess Principal, трансляция которого проходила с июля по сентябрь этого же года. Помимо озвучивания, она совместно с сэйю четырёх главных героинь исполнила закрывающую музыкальную тему «A Page of My Story». Сэкинэ вернулась к роли Принцессы в полнометражных фильмах-продолжениях Princess Principal: Crown Handler (2021, 2023).
В августе 2018 года была выбрана на роль Куруми Мугэн в аниме-сериале Magical Girl Spec-Ops Asuka (2019). В дальнейшем озвучивала таких главных и основных персонажей аниме, как Сигурэ в Kemono Michi: Rise Up (2019), Рицука Фудзимару в OVA-сериале Fate/Grand Carnival (2021), Куон Синдзаки в ONA-сериале High-Rise Invasion (2021), Лили Липман в аниме-сериале Birdie Wing (2022), Токимэ в Fuuto PI (2022), Сора Харэватару/Кюа Скай в Hirogaru Sky! Pretty Cure (2023—2024), Саки Аои в Senpai Is an Otokonoko (2024), Эльфария Алвис Серфорт в Wistoria: Wand and Sword (2024) и других.

## Избранная фильмография

### Аниме-сериалы
2014
- Nisekoi — Раку Итидзё (в детстве)[1], школьницы

2015
- Aikatsu! (третий сезон) — Мияби Фудзивара[1]
- Anti-Magic Academy: The 35th Test Platoon — Нэро[17], Акира Ёсимидзу, хостес B
- Nisekoi: — ученица, Судзуки
- Young Black Jack — Тю

2016
- Magic of Stella — Харума Сэки, продавщица, ученица, мать Юминэ
- Tanaka-kun Is Always Listless — Миё-тян, мальчик B, учитель Фуруя, школьница

2017
- New Game!! — Баттерфляй Пинк
- Princess Principal — Принцесса[5]
- Sagrada Reset — советник, Хироюки Сасано (в детстве)

2018
- Asobi Asobase — мать Ханако, Умэко Андо, Эномото, ученица, Миса
- How to Keep a Mummy — Аа-кун, Тадзуки Камия (в детстве)
- Major 2nd — Кацумата
- Nil Admirari no Tenbin — Хикадзуко Хосикава
- SSSS.Gridman — Марусан
- «Токийский гуль:re» — Хайру Ихэй

2019
- Ao-chan Can’t Study! — Каори Манака
- Kemono Michi: Rise Up — Сигурэ[9]
- Kemurikusa — Рёку
- Magical Girl Spec-Ops Asuka — Куруми Мугэн[8]
- The Magnificent Kotobuki — Тамиль

2020
- Assault Lily Bouquet — Арая Эндо[18]
- Tower of God — Анаак Джахад[19]

2022
- Akebi’s Sailor Uniform — Кэй Танигава[20]
- Birdie Wing — Лили Липман[12]
- Cap Kakumei Bottleman DX — Каори Хакасэ[21]
- Cue! — Юмэ Миура
- Game World Reincarnation (телеверсия) — Диана Диафелл[22]
- Fuuto PI — Токимэ[13]
- Legend of Mana: The Teardrop Crystal — Валери
- My Dress-Up Darling — Рунэ, Вероника
- To Your Eternity (второй сезон) — Юисс[23]

2023
- Apparently, Disillusioned Adventurers Will Save the World — служащая, Роуз
- Birdie Wing (второй сезон) — Лили Липман
- Ippon Again! — Эмма Дюран
- Hirogaru Sky! Pretty Cure — Сора Харэватару/Кюа Скай[14]
- Is It Wrong to Try to Pick Up Girls in a Dungeon? IV — Марю Рейдж[24]
- Migi & Dali — Карэн Итидзё[25]
- The Family Circumstances of the Irregular Witch — Луна[26]
- The Iceblade Sorcerer Shall Rule the World — Ариана Олгрен[27]

2024
- Hirogaru Sky! Pretty Cure (продолжение) — Сора Харэватару/Кюа Скай
- I Was Reincarnated as the 7th Prince so I Can Take My Time Perfecting My Magical Ability — Тао[28]
- Let This Grieving Soul Retire! — Руда Румбек[29]
- My Instant Death Ability Is So Overpowered — Теодизия[30]
- Oshi no Ko (второй сезон) — Мэй Адасино
- Senpai Is an Otokonoko — Саки Аои[15]
- The Ossan Newbie Adventurer — Элис Грейнджер
- Too Many Losing Heroines! — Асами Гондо[31]
- Wistoria: Wand and Sword — Эльфария Алвис Серфорт[16]

2025
- Apocalypse Bringer Mynoghra — Соалина[32]
- Baban Baban Ban Vampire — Каору Ямаба[33]
- Bogus Skill «Fruitmaster» — Дратена[34]
- Dr. Stone: Science Future — Луна[35]
- Flower and Asura — Мицука Хиирагидани[36]
- From Bureaucrat to Villainess — Анна Долл[37]
- Rock Is a Lady’s Modesty — Лилиса Судзуномия[38]

### Аниме-фильмы
- 2020 — BEM: Become Human — Амелия Айсберг
- 2021 —  Princess Principal: Crown Handler (Chapter 1 и Chapter 2) — Принцесса[7]
- 2023 — Pretty Cure All Stars F — Сора Харэватару/Кюа Скай
- 2023 —  Princess Principal: Crown Handler (Chapter 3) — Принцесса
- 2024 —  Fuuto Tantei: Kamen Rider Skull no Shozo — Токимэ[39]
- 2024 — Wonderful Pretty Cure the Movie: A Thrilling Adventure In The Game World! — Сора Харэватару/Кюа Скай
- 2025 — Aikatsu! × PriPara the Movie: Deai no Kiseki! — Мияби Фудзивара[40]
- 2025 — Eiga Senpai wa Otokonoko: Ame Nochi Hare — Саки Аои[41]

### OVA/ONA
- 2021 — Fate/Grand Carnival — Рицука Фудзимару[10]
- 2021 — High-Rise Invasion — Куон Синдзаки[11]

### Компьютерные игры
2015
- Aikatsu! My No.1 Stage! — Мияби Фудзивара
- Hortensia Saga — Калдина, Мими
- Shanago Collection — Legacy Outback[42]

2016
- Aikatsu! Photo on Stage — Мияби Фудзивара
- Koku No Ishtaria — Ара, Ноэль, Аллан, Гелиос
- Nil Admirari no Tenbin: Teito Genwaku Kitan — Хикадзуко Хосикава
- Quiz RPG: The World of Mystic Wiz — Петра Рикке
- White Cat Project — Белмел Киссшот[43]

2017
- Princess Principal Game of Mission — Принцесса[44]
- Tenka Hyakken — Фудо Юкимицу

2018
- Grimms Notes Repage — принцесса Аврора[45]
- Libra of Precatus — Полетт Моро[46]

2019
- Ash Arms — Spitfire Mk. I, СУ-85
- Genju Keiyaku Cryptract — Кримхиль[47]
- Grimms Echoes — Золушка[48]
- Kemono Friends 3 — саблезубый тигр
- Mass for the Dead — Софи
- Monster Strike — Адубута, Телеси, Пареси, Астрал, Подснежник
- Nelke & the Legendary Alchemists: Ateliers of the New World — Мисти Эрлют[49]
- The Magnificent Kotobuki: Ozora no Take Off Girls! — Тамиль

2021
- Assault Lily: Last Bullet — Арая Эндо
- Gate of Nightmares — Оливия[50], Николь
- Granblue Fantasy — Тиаре
- Kanda Alice mo Suiri Suru — Эри Касуга[51]
- Street Fighter V — Акира Кадзама[52]

2022
- Arknights — Хайди
- Azur Lane — SMS Yorck
- Gunvolt Chronicles: Luminous Avenger iX 2 — Хейл[53]
- Shadowverse — Алмазный Мастер, Боевая Горничная, Пиццайоло из пламени преисподней

2023
- 404 Game Re:set — Altered Beast[54]
- Crymachina — Хайм[55]
- Custom Mech Wars — Главная Героиня[56]
- Da Capo 5 — Акари Сиракава[57]
- Fate/Grail League — Рицука Фудзимару[58]

2024
- D4DJ Groovy Mix — Датэ-тян
- Da Capo 5: Future Link — Айка Сиракава[59]
- Honkai Impact 3rd — Телема Нутриску